# Бабочка (мультфильм)
«Бабочка» — мультипликационный фильм-притча режиссёра Андрея Хржановского.

## Сюжет
Мальчик поймал много бабочек, поместил их в душную закрытую банку и уснул. 
А во сне он стал пленником огромной бабочки, которая пронесла его в марлевом сачке над землёй. Мальчик понял, что всё живое должно быть свободным — и открыл крышку банки...

## Создатели
| сценарий                   | Розы Хуснутдиновой                                                                             |
| музыка                     | Альфреда Шнитке                                                                                |
| режиссёр                   | Андрей Хржановский                                                                             |
| художники-постановщики     | Гелий Аркадьев, Юрий Соболев                                                                   |
| оператор                   | Елена Петрова                                                                                  |
| звукооператор              | Владимир Кутузов                                                                               |
| монтажёр                   | Марина Трусова                                                                                 |
| художники-мультипликаторы: | Анатолий Абаренов, Яна Вольская, Юрий Кузюрин, Леонид Носырев, Валерий Угаров, Николай Фёдоров |
| ассистент режиссёра        | Зоя Кредушинская                                                                               |
| ассистенты художника       | Валентина Гилярова, Нина Николаева                                                             |
| редактор                   | Раиса Фричинская                                                                               |
| директор картины           | Любовь Бутырина                                                                                |

- В работе над персонажами принимал участие художник Николай Кошкин.

## Награды и премии
Мультфильм был отмечен призами на кинофестивалях:
- Специальная премия жюри I МФ фильмов для детей и юношества в Хихоне (Испания), 1973 г.
- Диплом Педагогического факультета Иранского университета VIII МКФ фильмов для детей и юношества в Тегеране (Иран), 1973 г.

## Интересные факты
- В мультфильме не произносится ни одного слова, звучит лишь музыка Альфреда Шнитке.
- Демонстрируется по телевизору во втором эпизоде американского научно-фантастического сериала Рассказы из Петли.

## Издание на видео
- В 2002 году мультфильм выпущен на VHS и компакт-дисках Video CD в коллекции «Мастера Русской анимации» с английскими субтитрами, далее — на DVD «Masters of Russian Animation Volume 2».[3]

## Отзывы
Цитата из статьи:
Сложность синтеза, богатство художественных возможностей в еще большей степени предполагают выразительную простоту, строгость в выборе средств, особенно необходимую в четких пределах небольшого по объему произведения. «Я хотел бы, чтобы сцена была так же узка, как веревка канатного плясуна: это отбило бы охоту у многих неискусных поступать на сцену». Эти строки Гите невольно ассоциируются у меня с неведомым ему искусством мультипликации, их можно было бы выбить у подъездов мультипликационных студий: предельный лаконизм, внешняя ограниченность при удивительной внутренней свободе и поэтической емкости образа - такова диалектика «малых форм» рисованного и кукольного кино. Узкие пределы «канатного плясуна» открывают здесь простор для самой безудержной фантазии. Вот почему мультипликация ждет появления выдающихся мастеров силуэтного мультфильма, исключительно поэтичного и строгого искусства, развивающего традиции старинного театра теней и столь высоко поднятого когда-то Лоттой Рейнигер. Вот почему так ценно умение создавать емкие и в то же время ясные в своей концентрироввнности образы-символы.
Примечательны в этом отношении мультфильмы Андрея Хржановского, созданные по сценариям Р. Хуснутдиновой, «Шкаф» и «Бабочка», в которых в лаконичных образах-символах выражены большие мысли о высших ценностях жизни - добре и красоте, о гармонии, столь важной как во внутренней духовной сфере современного человека, так и в окружающем его мире.
- Асенин С. В. Волшебники экрана: Заглядывая в завтрашний день. 3d-master.org